# Eparchia tomska
Eparchia tomska – jedna z eparchii Rosyjskiego Kościoła Prawosławnego, erygowana w 1834, zlikwidowana w 1946, restytuowana w 1997. Jej obecnym ordynariuszem jest metropolita tomski i asinowski Rościsław (Diewiatow), zaś funkcje katedry pełni sobór Objawienia Pańskiego w Tomsku. Administratura wchodzi w skład metropolii tomskiej.
Eparchia została utworzona w 1834 poprzez wydzielenie z eparchii tobolskiej i tiumeńskiej. Do 1940 jej funkcjonowanie zamarło wskutek zmasowanych represji radzieckich – władze zlikwidowały wszystkie podległe administraturze placówki duszpasterskie. Kilka cerkwi otwartych  między 1940 a 1946 podporządkowano następnie dekanatowi tomskiemu eparchii nowosybirskiej. Święty Synod Rosyjskiego Kościoła Prawosławnego restytuował administraturę w 1997.
Według danych z 2011 w strukturach eparchii działało 130 parafii obsługiwanych przez 123 kapłanów. Eparchia prowadziła ponadto centrum pomocy uzależnionym od narkotyków „Poszukiwanie zaginionych” oraz dom starców przy cerkwi Trójcy Świętej w Tomsku, jak również seminarium duchowne. W monasterach podlegających administraturze przebywały 102 osoby. W grudniu 2013 z eparchii tomskiej wydzielono eparchię kołpaszewską. W nowych granicach eparchii – według danych z października 2014 – działało 88 parafii, zgrupowanych w 4 dekanatach.

## Ordynariusze[4]
- Agapit (Wozniesienski), 1834–1841
- Atanazy (Sokołow), 1841–1853
- Parteniusz (Popow), 1854–1860
- Porfiry (Sokołowski), 1860–1864
- Witalis (Wiertogradow), 1865–1866
- Aleksy (Nowosiełow), 1867–1868
- Platon (Trojepolski), 1868–1876
- Piotr (Jekatierinowski), 1876–1883
- Włodzimierz (Pietrow), 1883–1886
- Izaak (Położenski), 1886–1891
- Makary (Niewski), 1891–1912
- Metody (Gierasimow), 1912–1914
- Anatol (Kamienski), 1914–1919
- Jakub (Piatnicki), 1920–1921
- Andrzej (Uchtomski), 1921
- Wiktor (Bogojawlenski), 1921–1922[5]
- Dymitr (Bielikow), 1923–1926
- Fostyriusz (Maksimowski), 1930–1933
- Sergiusz (Wasilkow), 1933–1935
- Borys (Szypulin), 1935
- Serafin (Kokotow), 1935–1936
- Serafin (Szamszew), 1936–1937
- Arkadiusz (Afonin), 1997–1998
- Rościsław (Diewiatow), od 1998

## Monaster[2]
- monaster Zaśnięcia Matki Bożej i św. Aleksego w Tomsku, męski